# Sauber C21
Chronologie des modèles (2002)
Sauber C20 Sauber C22
La Sauber C21 est la monoplace de Formule 1 engagée par l'écurie Sauber lors de la saison 2002 de Formule 1. Elle est pilotée par le Brésilien Felipe Massa, qui fait ses débuts en Formule 1 et les Allemands Nick Heidfeld et Heinz-Harald Frentzen. Les pilotes d'essais sont le Néerlandais Jos Verstappen et le Suisse Neel Jani.

## Concept
La C21 est une évolution de la Sauber C20 qui a permis à l'écurie suisse d'obtenir la quatrième place du championnat des constructeurs en 2001. Elle a été conçue par le directeur technique Willy Rampf et son équipe de vingt-quatre designers. Elle est donc similaire à la C20, malgré les modifications apportées au radiateur, aux suspensions et au train arrière. La C21 est aussi équipée d'une nouvelle boîte de vitesses, plus compacte et plus légère que celle de la C20.
L'écurie utilise un moteur Ferrari rebadgé par le commanditaire principal Petronas, comme ce fut le cas depuis 1997. Tout au long de la saison 2002, Sauber a utilisé des dérivés du moteur Ferrari Tipo 051, le moteur de la Ferrari F2001 de la saison précédente. Bien que puissant et fiable, l'achat de ce moteur a coûté 13 millions de livres sterling à l'écurie suisse.
La C21 arbore quasiment la même livrée que sa prédécesseur, avec des couleurs bleues, turquoise et blanches, pour représenter Petronas et le Crédit suisse. Red Bull sponsorise cette année encore la C21.

## Évolution
La C21 est constamment sujette à des évolutions lors de la saison 2002, mais ne parvient à apporter les résultats de la C20, en raison de l'absence de soufflerie. Des progrès aérodynamiques ont été réalisés, mais le travail en soufflerie prend fin en août, et l'équipe travaille déjà sur la future Sauber C22.
Le moteur Ferrari a également été développé, avec des améliorations de performance réalisées au cours de la saison, à l'instar de la boîte de vitesses et du système de contrôle de traction. Malgré ces évolutions, Sauber ne marque aucun point lors des dernières courses de la saison.

## Historique en course
Malgré le double abandon encaissé lors du Grand Prix inaugural en Australie, à cause d'un accident survenu au premier virage, les deux pilotes Sauber terminent dans les points en Malaisie, Heidfeld terminant cinquième et Massa finissant sixième. Avec la quatrième et la cinquième place obtenues en Espagne, Heidfeld et Massa terminent à nouveau dans les points. Le pilote allemand rapporte à nouveau un point à Silverstone et en Allemagne et Massa lors du Grand Prix de Hongrie.
Toutefois, l'écurie suisse est victime de problèmes de fiabilité et d'erreurs de pilotage. À cause d'une collision avec Pedro de la Rosa en Italie, Massa écope d'une pénalité de dix places pour le Grand Prix des États-Unis et Sauber décide de le remplacer par Heinz-Harald Frentzen pour cette course.

## Résultats en championnat du monde de Formule 1
| Saison | Écurie          | Moteur           | Pneus       | Pilotes               | Courses | Courses | Courses | Courses | Courses | Courses | Courses | Courses | Courses | Courses | Courses | Courses | Courses | Courses | Courses | Courses | Courses | Points inscrits | Classement |
| Saison | Écurie          | Moteur           | Pneus       | Pilotes               | 1       | 2       | 3       | 4       | 5       | 6       | 7       | 8       | 9       | 10      | 11      | 12      | 13      | 14      | 15      | 16      | 17      | Points inscrits | Classement |
| ------ | --------------- | ---------------- | ----------- | --------------------- | ------- | ------- | ------- | ------- | ------- | ------- | ------- | ------- | ------- | ------- | ------- | ------- | ------- | ------- | ------- | ------- | ------- | --------------- | ---------- |
| 2002   | Sauber Petronas | Petronas 02A V10 | Bridgestone |                       | AUS     | MAL     | BRÉ     | SMR     | ESP     | AUT     | MON     | CAN     | EUR     | GBR     | FRA     | ALL     | HON     | BEL     | ITA     | USA     | JAP     | 11              | 5e         |
| 2002   | Sauber Petronas | Petronas 02A V10 | Bridgestone | Nick Heidfeld         | Abd     | 5e      | Abd     | 10e     | 4e      | Abd     | 8e      | 12e     | 7e      | 6e      | 7e      | 6e      | 9e      | 10e     | 10e     | 9e      | 7e      | 11              | 5e         |
| 2002   | Sauber Petronas | Petronas 02A V10 | Bridgestone | Felipe Massa          | Abd     | 6e      | Abd     | 8e      | 5e      | Abd     | Abd     | 9e      | 6e      | 9e      | Abd     | 7e      | 7e      | Abd     | Abd     |         | Abd     | 11              | 5e         |
| 2002   | Sauber Petronas | Petronas 02A V10 | Bridgestone | Heinz-Harald Frentzen |         |         |         |         |         |         |         |         |         |         |         |         |         |         |         | 13e     |         | 11              | 5e         |

Légende : ici 